# Сергии (село)
Серги́и (укр. Сергії) — село в Путильской поселковой общине Вижницкого района Черновицкой области Украины.
До 2020 года входило в Путильский район
Почтовый индекс — 59107. Телефонный код — 3738. Код КОАТУУ — 7323585001.

## Население
Население по переписи 2001 года составляло 1097 человек.

### Языковой состав
Родной язык населения по данным переписи 2001 года:
| Язык       | Численность, чел. | Доля     |
| ---------- | ----------------- | -------- |
| Украинский | 1 094             | 99,73 %  |
| Другие     | 3                 | 0,27 %   |
| Итого      | 1 097             | 100,00 % |